# Sten Wistrand
Sten Carl Martin Wistrand, född 8 januari 1954, och uppvuxen i Örebro.
Han är filosofie doktor i litteraturvetenskap och docent vid Örebro universitet.

## Utbildning
Wistrand var den förste att doktorera vid Örebro universitet.
I sin forskning har han intresserat sig för frågor som berör metod och förhållandet mellan fakta och fiktion och behandlat verk av Hjalmar Bergman, Willy Kyrklund, Astrid Lindgren, Maja Lundgren, Elisabeth Åsbrink och Gustav Meyrink.

## Författare och skribent
Sten Wistrand är författare till barnböckerna Mest om Anton och Ännu mer om Anton. Wistrand har också publicerat kortprosa och dikter i antologier och tidskrifter.[källa behövs]
Wistrand är verksam som kulturskribent och har skrivit utförliga för- och efterord till böcker av E.T.A. Hoffmann, Gustav Meyrink, Annette von Droste-Hülshoff och Hermann Ungar.[källa behövs]

## Övriga uppdrag
Wistrand är ledamot av styrelsen för Hjalmar Bergmansamfundet.